# Klasyfikacja Angle'a

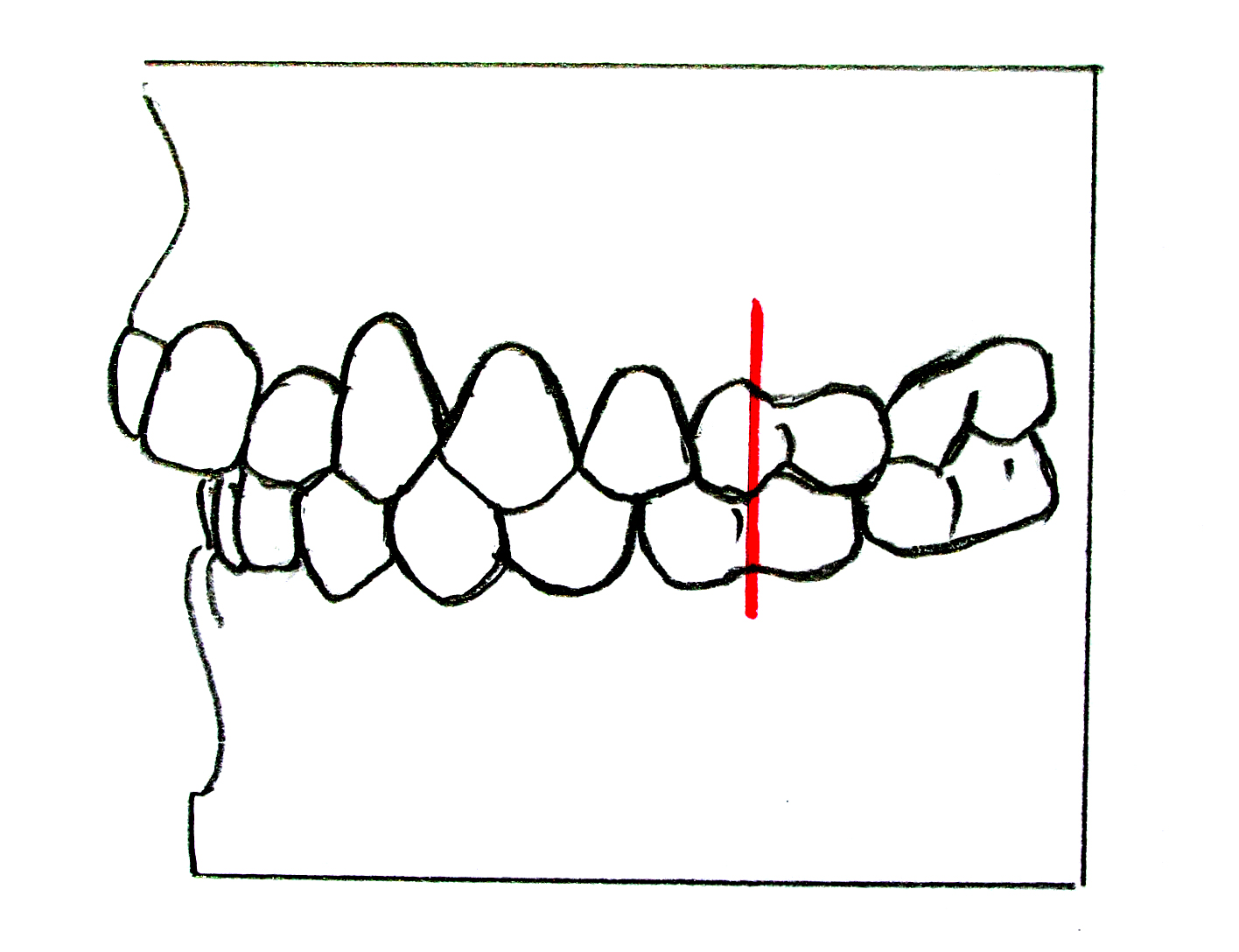
Klasa Angle'a I

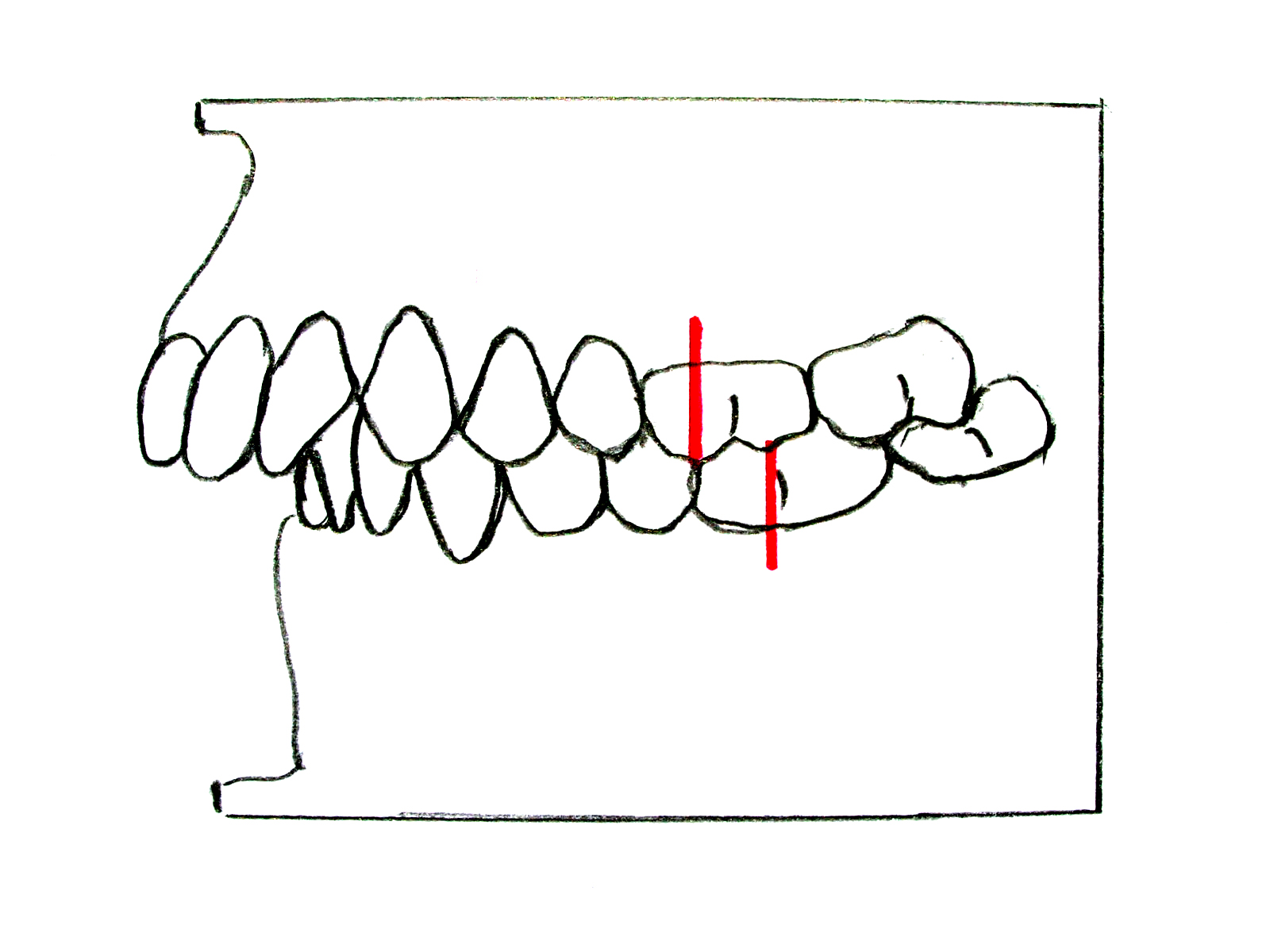
Klasa Angle'a II grupa 1

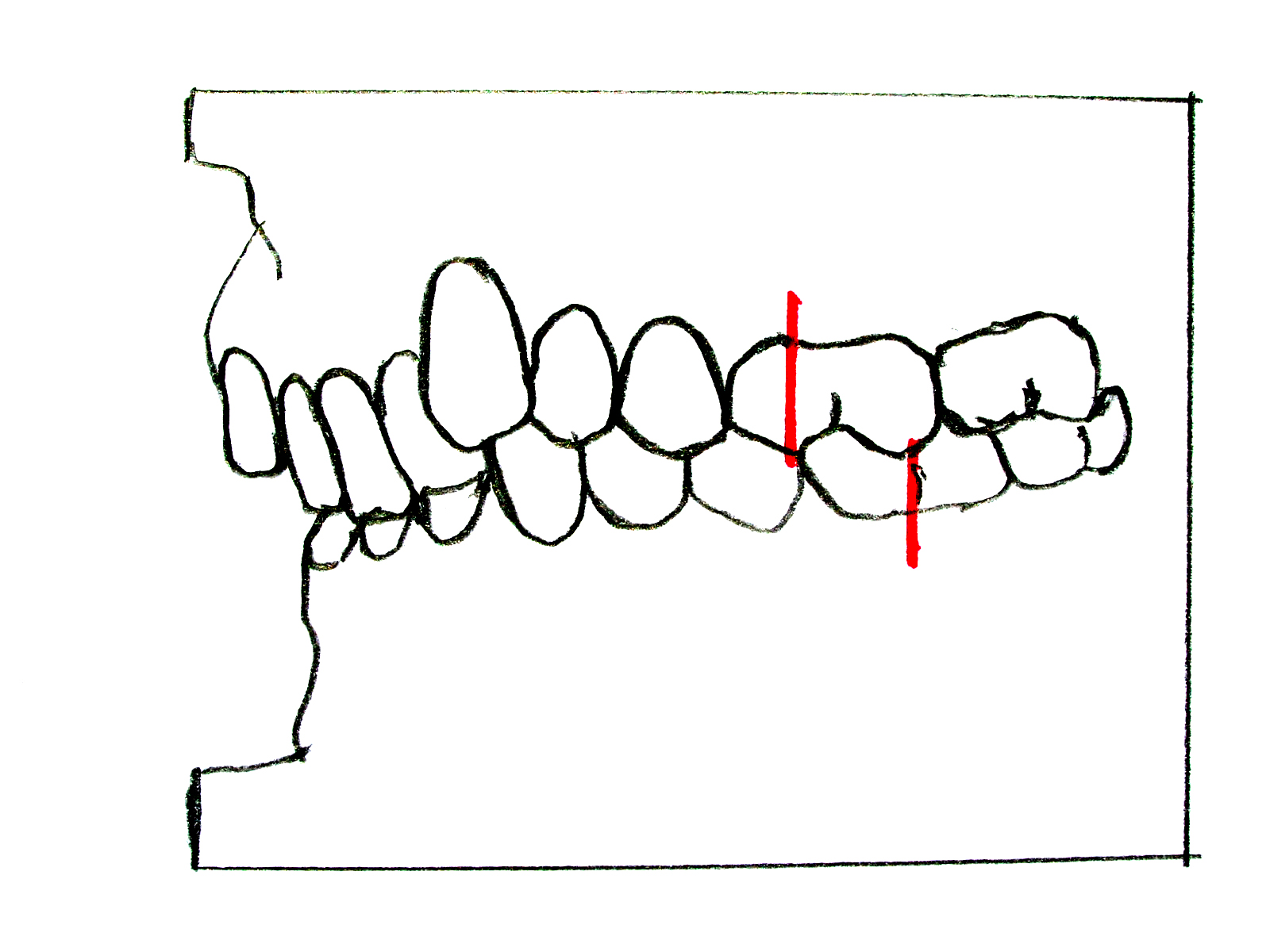
Klasa Angle'a II grupa 2

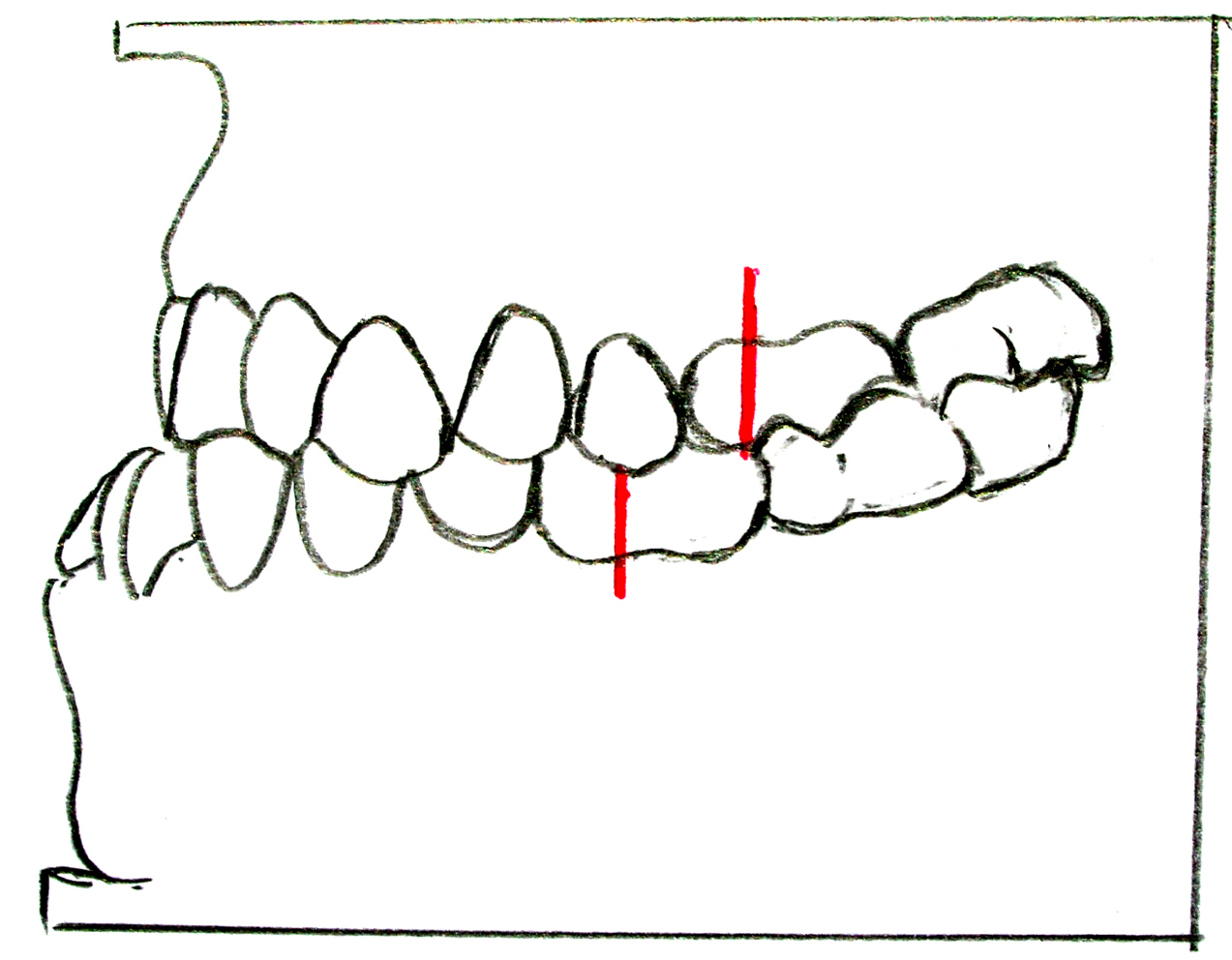
Klasa Angle'a III

Klasyfikacja Angle'a – opisana w 1899 r., ocenia prawidłowość zgryzu w oparciu o położenie górnego pierwszego trzonowca względem dolnego łuku zębowego. Klasyfikacja ta jest powszechnie stosowana i według Grabera żadna inna klasyfikacja nie zastąpiła jej w odniesieniu do przednio-tylnych relacji szczęki i żuchwy. Jej uzupełnieniem jest klasa kłowa.
Klasyfikacja ta została oparta na założeniu na opracowanym przez Angle'a tzw.kluczu diagnostyki mówiącym, że pierwsze górne stałe trzonowce są nieruchome w stosunku do podłoża kostnego (punctum fixum), wskutek czego ich pozycja jest niezmienna i pozwala na jednoznaczne wyznaczenie relacji żuchwy do szczęki.

## Klasyfikacja
E.H. Angle opisał w swojej klasyfikacji 4 klasy okluzji, w tym 3 klasy nieprawidłowości. 
1. Okluzja idealna - charakteryzująca się następującymi cechami: obecność wszystkich zębów stałych łącznie z trzecimi trzonowcami stałymi; prawidłowe ułożenie żuchwy w stosunku do szczęki; prawidłowe ułożenie pierwszych trzonowców stałych górnych i dolnych - guzki policzkowe bliższe pierwszych trzonowców górnych powinny wpadać w przednią przestrzeń międzyguzkową pierwszych trzonowców dolnych; zęby przednie i boczne górne i dolne powinny być ustawione w łuku ciągłym oraz kontaktować się z zębami sąsiednimi w punktach stycznych; każdy ząb przeciwstawny powinien dotykać 2 zębów przeciwległych (z wyjątkiem dolnych przyśrodkowych siekaczy oraz górnych trzecich trzonowców); zęby przednie i boczne górne stałe powinny zachodzić dachówkowato na zęby dolne – powierzchnia podniebienna siekaczy i kłów oraz guzki policzkowe zębów bocznych górnych zachodzą na powierzchnie wargowe i policzkowe zębów dolnych na 1/3 ich wysokości
2. I klasa Angle'a (okluzja normalna) – występuje gdy guzek policzkowy mezjalny górnego pierwszego trzonowca rzutuje w bruzdę międzyguzkową policzkową (lub m. p. przednią/mezjalną, jeśli dolny pierwszy trzonowiec ma 3 guzki policzkowe) dolnego pierwszego trzonowca. Jest to prawidłowe wzajemne ułożenie łuków zębowych (eugnacja)[1]. Nieprawidłowości w tej klasie dotyczą jedynie przedniego górnego odcinka szczęki.
3. II klasa Angle'a (okluzja dystalna) – występuje gdy guzek policzkowy mezjalny górnego pierwszego trzonowca rzutuje pomiędzy dolnego drugiego przedtrzonowca i pierwszego trzonowca. Świadczy to o wadzie dotylnej (retrogenia, tyłozgryz). II klasa obejmuje także wszystkie dalsze położenia guzka[1]. W zależności od ustawienia siekaczy wyróżnia się:
  - grupę I – siekacze są ustawione prawidłowo lub są wychylone (w tym wypadku nagryz poziomy jest jeszcze bardziej powiększony);
  - grupę II – siekacze są przechylone co powoduje zmniejszenie nagryzu poziomego; nagryz pionowy może być pogłębiony, siekacze boczne wychylone lub zrotowane dowargowo.
  - podgrupa - jednostronna okluzja dystalna (prawo- lub lewostronna) z lub bez wychyleniem/przechyleniem siekaczy.
4. III klasa Angle'a (okluzja mezjalna) – występuje gdy guzek policzkowy mezjalny górnego pierwszego trzonowca rzutuje pomiędzy pierwszego i drugiego dolnego trzonowca (lub w bruzdę międzyguzkową policzkową dalszą/dystalną, jeśli dolny pierwszy trzonowiec ma 3 guzki policzkowe – ułożenie często też nazywane niepełną III klasą Angle'a). Świadczy to o wadzie doprzedniej (progenia, przodozgryz): siekacze dolne ustawione są przed górnymi a nagryz poziomy jest ujemny. III klasa obejmuje także wszystkie dalsze położenia guzka[1].

## Klasy guzkowe/tendencje
W przypadku klasy II i III można określić czasem tzw. klasę guzkową (II guzkową lub III guzkową), gdy wada jest nieco mniejsza, tj. gdy guzek policzkowy mezjalny górnego pierwszego trzonowca rzutuje nieco bliżej, na odpowiedni guzek. Stan ten nazywa się też tendencją do klasy (II lub III).

## Klasy rzekome
Określa się też tzw. klasę rzekomą lub klasę pozorną (I, II i III) gdy górny drugi trzonowiec mleczny został przedwcześnie utracony lub brak jest zawiązka drugiego zęba przedtrzonowego i górny pierwszy stały trzonowiec miał możliwość przesunięcia się lub nawet przesunął się, a jego pozycja nie odzwierciedla jego pierwotnego położenia względem szczęki. W takim wypadku, aby ustalić klasę Angle'a wymagane jest przeprowadzenie rekonstrukcji jego położenia podczas analizy modeli aby uzyskać klasę rzeczywistą.

## Nieścisłości klasyfikacji Angle'a
- można ją zastosować jedynie w uzębieniu mieszanym i stałym (w przypadku zębów mlecznych stosuje się poszerzoną klasyfikację Baume’a)
- ocenia jedynie zaburzenia przednio-tylne, a nie uwzględnia zaburzeń poprzecznych i pionowych
- ma charakter morfologiczny
- nie uwzględnia możliwości prawidłowego ustawienia żuchwy, pomimo nieprawidłowych relacji zębowych (II i III klasa)
- nieprawdziwa jest teza o stałości wyrzynania górnych pierwszych trzonowców (przedwczesne ekstrakcje mlecznych górnychdrugich trzonowców, próchnica czy nieprawidłowa odbudowa powierzchni stycznych powoduje zmiany ustawienia tych zębów)
- podział nie uwzględnia etiologii wady, pozwala na przyporządkowywanie różnych zaburzeń do jednej klasy
- klasyfikacja ta kładąc nacisk na prawidłową okluzję, umniejsza wagę estetyki i proporcji twarzy
- niesłuszne jest założenie, że tylko okluzja idealna zapewnia harmonię rysów twarzy oraz prawidłową funkcję